# Жучков, Евгений Иванович
Евгений Иванович Жучков (7 июня 1930, Москва — 20 февраля 1993) — советский футболист, центральный защитник, тренер.

## Биография
Воспитанник московского «Спартака». В 1951—1953 годах был в составе команды г. Калинина / МВО. В 1954—1956 играл за «Спартак» Калинин. 18 сентября 1956 провёл единственный матч в классе «А» — в составе кишинёвского «Буревестника» сыграл гостевую игру против «Шахтёра» Сталино (0:2). Участник Спартакиады народов СССР 1956 года в составе сборной Молдавской ССР. Затем играл за «Металлург»/«Днепр» Днепропетровск (1957—1961) и «Химик»/«Днепровец» Днепродзержинск (1961—1962).
В дальнейшем работал тренером. Тренер в ДЮСШ-3 Днепропетровска (1963—1965), тренер (1966), старший тренер (1970) «Авангарда» Жёлтые Воды, тренер (1967—1969, 1981—1986), и. о. старшего тренера (1981) «Днепра», старший тренер «Метеора» Жуковский (1972—1979), главный тренер сборной Бенина (1979—1980), главный тренер «Сатурна» Раменское (1988), начальник команды «Вулкан» Петропавловск-Камчатский (1989—1990), главный тренер команды «Хитрые Лисы»/«Знамя Труда» Орехово-Зуево (1991—1992).
Вывел ореховскую команду в первую лигу и скоропостижно скончался в феврале 1993 года в возрасте 62 лет от неизлечимой болезни. После смерти Жучкова в клуб пришли 7 футболистов и главный тренер потерявшего профессиональный статус кинешемского «Волжанина» Владимир Ермичёв, и «Знамя Труда» смогло играть в первой лиге.